# Union tunisienne du travail
Ne pas confondre avec l'Union des travailleurs de Tunisie en activité depuis 2011.
 (janvier 2018).
Si vous disposez d'ouvrages ou d'articles de référence ou si vous connaissez des sites web de qualité traitant du thème abordé ici, merci de compléter l'article en donnant les références utiles à sa vérifiabilité et en les liant à la section « Notes et références ».
L'Union tunisienne du travail (arabe : الاتحاد التونسي للشغل) est un éphémère syndicat tunisien fondé en octobre 1956 et dissout le 22 septembre 1957.

## Scission
Le sixième congrès de l'Union générale tunisienne du travail (UGTT), qui a eu lieu du 20 au 23 septembre 1956, aboutit à la constitution d'un bureau exécutif présidé par Ahmed Ben Salah. Certains syndicalistes proches du pouvoir, comme Habib Achour, Abdelaziz Bouraoui, Ahmed Amara, Salah Galaaoui et Nouri Boudali, n'y figurent pas. Par ailleurs, Achour est celui parmi les candidats qui a obtenu le plus petit nombre de voix (537) contre 1 278 voix pour Ben Salah.
Ahmed Ben Salah est chargé du poste de secrétaire général et Ahmed Tlili de celui de secrétaire général adjoint. Quelques jours après le congrès, Achour, Mohamed Kraïem et Mahmoud Ghoul prennent la tête d'un mouvement de défection et constituent l'Union tunisienne du travail. Ils sont vite relayés par des syndicalistes régionaux comme Houcine Maghrebi et Mohamed Jamaï. Un remaniement a lieu à la tête de l'UGTT le 15 décembre — Tlili remplace Ben Salah qui est désigné comme secrétaire d'État chargé de la Santé publique quelques semaines plus tard — mais ne change pas les positions des deux camps.

## Réintégration
Les dissidents réintègrent finalement l'UGTT, le 2 septembre 1957, après avoir obtenu la garantie de se voir bien représentés au sein du bureau exécutif, ce qui est effectif au cours du congrès d'union organisé le 22 septembre. Achour est chargé des questions économiques et des coopératives, Galaaoui de la communication et de l'information, Boudali des établissements sociaux, Bouraoui de la législation sociale et Ghoul des relations extérieures. Seuls Ahmed Tlili, Habib Tliba, Mahmoud Ben Ezzedine et Mahmoud Khiari, membres de l'ancien bureau, conservent leurs postes.